# Soudan Underground Laboratory

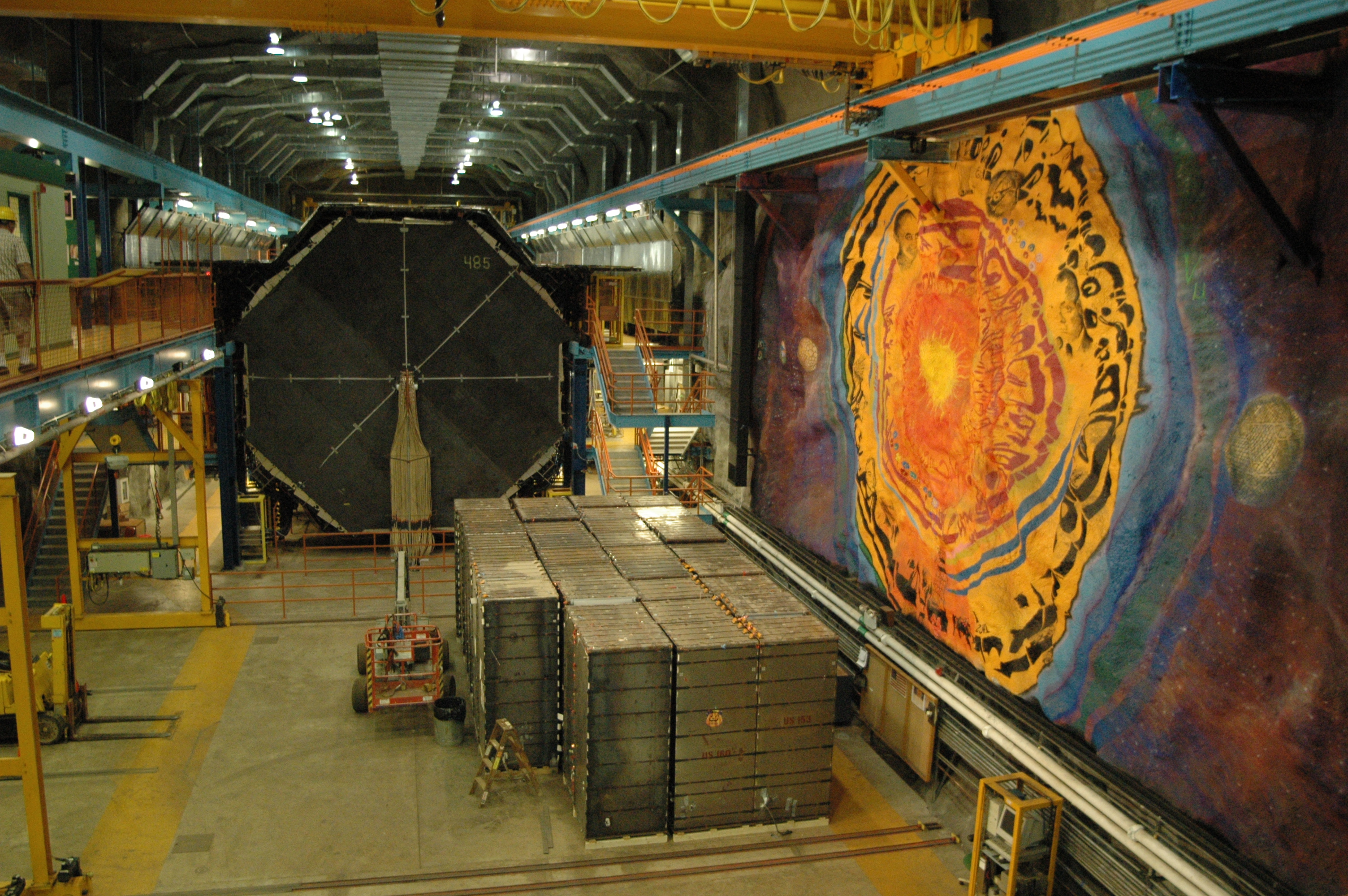
MINOS-Detektor

Das Soudan Underground Laboratory war ein unterirdisches Forschungslabor für Elementarteilchenphysik im ehemaligen Bergwerk Soudan Mine in Minnesota, heute betrieben als Soudan Underground Mine State Park.
In den 1980er Jahren begannen Wissenschaftler der University of Minnesota mit dem Aufbau einer unterirdischen Forschungseinrichtung in der Soudan-Mine, weil die darüber liegenden Gesteinsschichten die kosmische Strahlung effektiv absorbieren und empfindliche physikalische Experimente durch diese nicht mehr gestört werden.
In der Mine wurden das Experiment Soudan 1 zur Suche nach Protonenzerfallsereignissen und sein Nachfolger Soudan 2 durchgeführt. Später erweiterten die Universität und das Department of Natural Resources das Laboratorium, um andere physikalische Experimente durchzuführen, etwa den Neutrinodetektor MINOS zur Untersuchung von Neutrinooszillationen und CDMS-II, ein Experiment zur Suche nach massereicher dunkler Materie (WIMPs).
Mit Stand 2021 ist das Labor stillgelegt.